# Habé
Habé är en ort i Burkina Faso.   Den ligger i regionen Boucle du Mouhoun, i den centrala delen av landet, 180 km väster om huvudstaden Ouagadougou. Habé ligger 275 meter över havet och antalet invånare är 637.
Terrängen runt Habé är platt. Närmaste större samhälle är Nanou, 12,4 km söder om Habé.
Omgivningarna runt Habé är en mosaik av jordbruksmark och naturlig växtlighet. Runt Habé är det ganska glesbefolkat, med 39 invånare per kvadratkilometer.